# Ściśliwość
Ściśliwość — miara względnej zmiany objętości cieczy lub ciała stałego w odpowiedzi na zmianę ciśnienia (lub naprężenia) w termodynamice i mechanice płynów. 
{\displaystyle \beta =-{\frac {1}{V}}{\frac {\partial V}{\partial p}}}
gdzie V to objętość właściwa, p to ciśnienie.

## Definicje
Powyższe stwierdzenie jest niepełne, ponieważ dla każdego obiektu czy układu wielkość ściśliwości silnie zależy od tego czy proces jest adiabatyczny czy izotermiczny. Ściśliwość izotermiczna definiowana jest następująco:
{\displaystyle \beta _{T}=-{\frac {1}{V}}\left({\frac {\partial V}{\partial p}}\right)_{T}}
gdzie indeks T wskazuje na to, że różniczkowanie cząstkowe należy wykonać przy stałej temperaturze.
Ściśliwość adiabatyczna definiowana jest następująco:
{\displaystyle \beta _{S}=-{\frac {1}{V}}\left({\frac {\partial V}{\partial p}}\right)_{S}}
gdzie S to entropia. Dla ciał stałych, rozróżnienie między nimi jest zazwyczaj nieistotne.

Jednostką β  jest [ m²/N ] lub [ Pa-1 ].

## Własności
Dla płynów (cieczy i gazów) ściśliwość określana jest przy pomocy współczynnika ściśliwości, będącego odwrotnością ściśliwości. Dla ciał stałych ściśliwość określana jest za pomocą modułu ściśliwości. Znaczna ściśliwość jest jedną z cech charakterystycznych gazów. Jeżeli substancja ma zerowy współczynnik ściśliwości, mówi się o niej, że jest nieściśliwa, a jeśli ma bardzo mały współczynnik ściśliwości, że jest prawie nieściśliwa. Nieściśliwe są niektóre ciała stałe np. skały. Ściśliwość cieczy jest również niewielka. 